# 高道悦
高 道悦（こう どうえつ、生年不詳 - 496年）は、北魏の官僚。字は文欣。本貫は遼東郡新昌県。

## 経歴
高玄起の子として生まれた。若くして中書学生・侍御主文中散となった。長らく経って治書侍御史に転じ、諫議大夫の位を加えられた。孝文帝が南征の軍を起こすため、秦州・雍州で兵を徴集し、秋を期して洛陽に大軍を集結させた。使者治書御史の薛聡や侍御主文中散の元志らが集合の時期を違えたため、道悦はその罪を挙げて奏上した。また任城王元澄や尚書左丞の公孫良といった高官の罪も遠慮せずに奏上し、孝文帝にその忠節を嘉された。孝文帝が鄴に行幸するにあたって、道悦は御史中尉を兼ね、洛陽の留守をつとめることとなった。孝文帝は水路を使って鄴に赴こうとしたが、道悦はこれを諫めて陸路を使うよう勧め、聞き入れられた。太子中庶子に転じた。
496年（太和20年）秋、孝文帝が中岳に行幸したとき、皇太子元恂は洛陽の金墉城に入るよう命じられていたが、命に反して旧都の平城への帰還を図った。道悦はたびたび元恂を諫めたため、元恂の怒りを買って禁中で殺害された。散騎常侍・営州刺史の位を追贈された。諡は貞侯といった。

## 子女
- 高顕族（長子、給事中、右軍将軍）
- 高敬猷（員外散騎侍郎・殿中侍御史。給事中・軽車将軍・奉車都尉。蕭宝寅の下で驃騎司馬として西征に従った。蕭宝寅が反乱を計画すると、敬猷は封偉伯らとともに蕭宝寅を拘束しようとしたが、情報が漏れて殺害された）

## 伝記資料
- 『魏書』巻62 列伝第50
- 『北史』巻40 列伝第28